# Grup dels 77

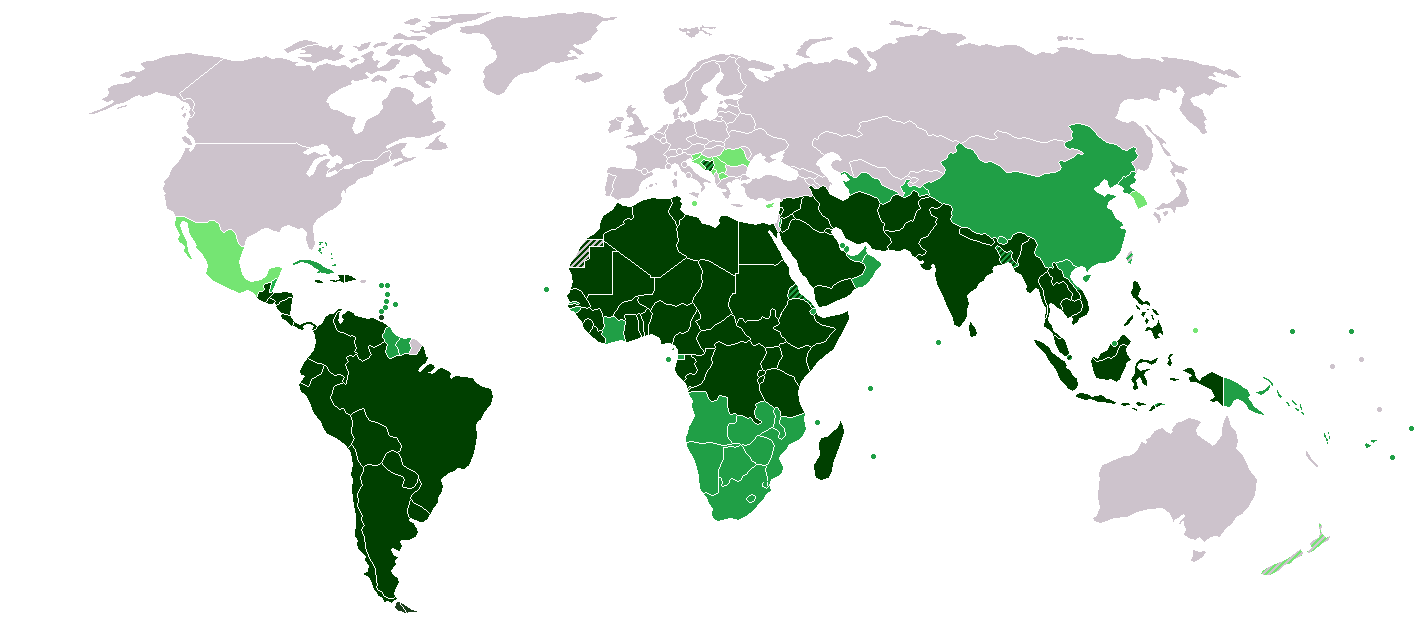
Països fundadors del G77.
Altres països membres.
Antics membres del grup.

El Grup dels 77 o G-77 és un grup de països en vies de desenvolupament amb l'objectiu d'ajudar-se i recolzar-se mútuament en les deliberacions de les Nacions Unides.

## Història
El G-77 fou creat el 15 de juny de 1964. Com indica el seu nom, el grup va estar format per 77 països en un principi, encara que actualment el nombre de membres és de 130. El G-77 realitza declaracions conjuntes sobre temes específics i coordina un programa de cooperació en camps com el comerç, la indústria, l'alimentació, l'agricultura, l'energia, matèries primeres, finances i assumptes monetaris.
El 1988 el grup va adoptar l'acord per un sistema global de preferències comercials entre països en vies de desenvolupament que contempla concessions arancelàries sobretot en productes agrícoles i manufactures. Cada any el grup celebra una reunió de ministres a Nova York, i les decisions adoptades es transmeten a les delegacions regionals de Ginebra, París, Nairobi, Roma i Viena,i posteriorment s'assignen activitats específiques als comitès d'acció. El finançament del grup depèn de les aportacions realitzades pels seus membres.
Des del setembre de 2010 el G-77 està presidit per Argentina, per Cristina Fernández de Kirchner, presidenta del país.

## Grup dels 24

G-24 Països.
Països membres
Països observadors

El Grup dels 24 (G-24) és un capítol del G-77 que va ser creat el 1971 per coordinar les posicions dels països en vies de desenvolupament en temes monetaris internacionals i desenvolupament financer, i per assegurar que els interessos d'aquest països fossin representats adequadament en les negociacions sobre qüestions monetàries internacionals.
El Grup dels 24, que s'anomena oficialment Grup Intergovernamental dels 24 en Afers Monetaris Internacionals i Desenvolupament, no és un òrgan de l'IMF, però el Fons Monetari Internacional presta serveis de secretaria al Grup. Les seves reunions tenen lloc normalment dues vegades a l'any, amb anterioritat a les reunions de l'IMFC i el Comitè de Desenvolupament, per tal de fer possible que els membres dels països en vies de desenvolupament puguin tractar els temes de l'agenda prèviament.
Tot i que el nombre de socis en el G-24 està limitat estrictament a 24 països, qualsevol membre del G-77 pot afegir-se a les discussions (Mèxic és l'únic membre que no ho és del G-77, va deixar el G-77 sense renunciar a ser membre del G-24). Xina ha sigut un convidat especial des de les reunions de Gabon de l'any 1981.
Miguel Gustavo Peirano, exministre d'economia de l'Argentina, és l'actual president del G-24.

## Membres
| Afganistan · Algèria · Angola · Antigua i Barbuda · Aràbia Saudí · Argentina · Autoritat Nacional Palestina · Bahames · Bahrein · Bangladesh · Barbados · Belize · Benín · Birmània · Bhutan · Bolívia · Bòsnia i Hercegovina · Botswana · Brasil · Brunei · Burkina Faso · Burundi · Cap Verd · Cambotja · Camerun · República Centreafricana · Txad · Xile · República Popular Xina · Colòmbia · Comores · República del Congo · República Democràtica del Congo · | Costa Rica · Costa d'Ivori · Cuba · Djibouti · Dominica · República Dominicana · Equador · Egipte · El Salvador · Eritrea · Etiòpia · Fiji · Filipines · Gabon · Gàmbia · Ghana · Grenada · Guatemala · Guinea · Guinea Bissau · Guinea Equatorial · Guyana · Haití · Hondures · Índia · Indonèsia · Iran · Iraq · Jamaica · Jordània · Kenya · Kuwait · Laos · | Líban · Lesotho · Libèria · Líbia · Madagascar · Malawi · Malàisia · Maldives · Mali · Illes Marshall · Mauritània · Maurici · Micronèsia · Mongòlia · Marroc · Moçambic · Namíbia · Nepal · Nicaragua · Níger · Nigèria · Corea del Nord · Oman · Pakistan · Panamà · Papua Nova Guinea · Paraguai · Perú · Qatar · Ruanda · Saint Kitts i Nevis · Saint Vincent i les Grenadines · | Saint Lucia · Samoa · São Tomé i Príncipe · Senegal · Seychelles · Sierra Leona · Singapur · Salomó · Somàlia · Sud-àfrica · Sri Lanka · Sudan · Surinam · Swazilàndia · Síria · Tailàndia · Timor Oriental · Togo · Tonga · Trinitat i Tobago · Tunísia · Turkmenistan · Uganda · Emirats Àrabs Units · Tanzània · Uruguai · Vanuatu · Veneçuela · Vietnam · Iemen · Zambia · Zimbàbue · |